# Valréas
Valréas este o comună în departamentul Vaucluse din sud-estul Franței. În 2009 avea o populație de 9.935 de locuitori.

## Evoluția populației
| An        | 1975  | 1982  | 1990  | 1999  | 2006  | 2009  |
| --------- | ----- | ----- | ----- | ----- | ----- | ----- |
| Populație | 8.458 | 8.721 | 9.069 | 9.425 | 9.732 | 9.935 |